# Wiesław Rygiel
Wiesław Andrzej Rygiel (ur. 22 maja 1962 w Głogowie) – polski polityk i samorządowiec, były starosta powiatu ropczycko-sędziszowskiego, poseł na Sejm VI kadencji.

## Życiorys
Ukończył filologię polską w Instytucie Filologii Polskiej na Wydziale Filologicznym w Wyższej Szkoły Pedagogicznej w Rzeszowie, prawo na Wydziale Prawa Uniwersytetu Rzeszowskiego oraz studia podyplomowe z europeistyki na Uniwersytecie Marii Curie-Skłodowskiej w Lublinie. Związany zawodowo z lokalnym samorządem, był m.in. starostą ropczycko-sędziszowskim w kadencji 2002–2006. Pełnił funkcję prezesa klubu siatkarskiego Błękitni Ropczyce.
Działacz Polskiego Stronnictwa Ludowego. W 2006 w wyniku wyborów samorządowych został radnym powiatowym. Kandydował bezskutecznie w wyborach w 2007 do Sejmu w okręgu rzeszowskim. Objął wkrótce stanowisko doradcy wojewody podkarpackiego. Był dyrektorem Wydziału Infrastruktury w Podkarpackim Urzędzie Wojewódzkim w Rzeszowie. Po śmierci Leszka Deptuły w katastrofie polskiego Tu-154 w Smoleńsku uzyskał uprawnienie do objęcia po nim mandatu, na co wyraził zgodę. Ślubowanie poselskie złożył 5 maja 2010. W 2011 nie uzyskał reelekcji. W grudniu tego samego roku został powołany na zastępcę wójta gminy Dębica. Bez powodzenia kandydował w wyborach do Parlamentu Europejskiego w 2014, powrócił natomiast w tym samym roku do rady powiatu, utrzymując mandat również w 2018 i 2024. W 2015 ponownie wystartował do Sejmu z listy PSL.